# Lorenc Antoni
Lorenc Antoni, född den 23 september 1909 i Skopje, Makedonien, Osmanska riket, död den 21 oktober 1991 i Pristina, Kosovo, Socialistiska republiken Serbien, SFR Jugoslavien, var en albansk forskare, kompositör och musikolog.
Lorenc Antoni föddes och växte upp i en albansk-katolsk familj i Skopje i Makedonien. Han blev en ledande figur i det tidiga studiet av kosovoalbansk folkmusik. Lorenc Antoni fullbordade sina studier vid fakultet för filosofi vid universitet i Belgrad. Efter studierna bosatte han sig i Ferizaj i Kosovo och verkade som musiklärare. Han grundade år 1948 den första musikskolan i Kosovo och var dess förste redaktör. Skolan bär i dag hans namn. Efter 1956 arbetade han för Radio Prishtina. I Kosovo var han upphovsman till kör- och instrumentalmusik som var starkt påverkad av albansk folkmusik. Lorenc Antoni är författare av bokverket "Folklori muzikuer shiptar" (Albansk folkmusik), Pristina 1956-1966.